# Заступ

Різновиди заступів

За́ступ (діал. риска́ль, роска́ль, заст. штик) — різновид лопати, що використовується переважно для копання, має пряме лезо, часто загострене.
Характерною ознакою заступа є загнута під майже прямим кутом верхня частина металевого леза, на яку при копанні наступають ногою («заступають») для створення тиску на лезо. Держак заступа іноді називають «заступи́лно».